# Had (glazbeni sastav)
Had je glazbeni sastav kojega su u Osijeku 1971. osnovali Zlatko Pejaković (21 god.), Davor Brkić i Rajko Svilar. Na Pejakovićev poziv u samom početku pridružio im se i Veseli Oršolić (16 god.). Bio je to hard i progressive rock sastav.

## Članovi
- Veseli Oršolić - gitara, vokal
- Davor Brkić - bas
- Rajko Svilar - bubnjevi, vokal

bivši član:
- Zlatko Pejaković - vokal

## Povijest
Počeli nastupima po Osijeku i okolici. Nakon nekoliko mjeseci postojanja dogodile su se nesuglasice između Zlatka i Rajka, te je odlučeno da se rastanu sa Zlatkom. Ubrzo nakon toga Zlatko je dobio ponudu od Korni grupe i otišao u Beograd. Zlatkovim odlaskom mjesto pjevača ostalo je upražnjeno, pa su ga podijelili Rajko i Veseli. Iako su ostali bez člana osjećalo se veće jedinstvo i činilo se da su kompletniji. Nesumljivo su i bolje funkcionirali. Razlog tomu možda je bio što je Zlatko bio najstariji i najiskusniji član grupe s već objavljenom autorskom pjesmom "Čerge" dvije godine ranije (1969.), te je kao autoritet sputavao ostale, osim vjerojatno Veselog koji je i već kao šesnaestogodišnjak imao zavidan staž na glazbenoj sceni. Veseli je predložio preseljenje sastava u Zagreb gdje bi vjerojatno imao veće šanse za uspjeh. To se i dogodilo. Počele su ozbiljne turneje po cijeloj Yugoslaviji, koncerti su svirani rijetko pred manje od tisuću ljudi. Dobili su i prvu ponudu od diskografske kuće, Suzy - CBS, koja je u to vrijeme bila nova na tržištu. Prvi singl "Nebeski dar" bio je instant hit, na vrhovima top lista i sve je izgledalo ružičasto. Pjesma su dobili od Alberta Krasnićia, bivšeg basista osiječkih Dinamita. 
Uspjeh tog singla potakao je još intenzivnije turneje, a ubrzo je snimljen i drugi singl "Sunčani dan" koji je podjednako dobro prošao na top listama. No, glazbeni ciljevi grupe bili su u konfliktu s tadašnjom glazbenom scenom. Šanse za komercijalni uspjeh nisu imali. Dvije singlice koje su snimili i po kojima su postali popularni nisu ni približno odražavale karakter grupe. Svirali su agresivniji i iskreniji rock i blues, za razliku od većine grupa koje su rock miksale s narodnom glazbom. I tijekom snimanja su bili svjesni da ih krivo prezentiraju. Nažalost, najbolje svirke koje su odražavale pravi identitet i karakter grupe nisu zabilježene snimcima. Htjeli su ih stišati i ugladiti, što je ipak bilo suprotno od njihove ideje. Vidljivo je to i na omotu prvog singla na kojem masnim slovima piše "pop grupa Had", što je u potpunom razilaženju sa samoodređenjem grupe. "Moj muzički integritet i iskrenost prema muzici kojom se bavim su jedni od najznačajnijih faktora u mom životu. U to vrijeme ja i moja grupa nismo željeli kompromis. Bilo nam je jasno da tržište jednostavno nije bilo spremno za nas. Što je najinteresantnije, po mom mišljenju, publika je očito bila spremna za promjenu, ali mi se čini da disco kuće to nisu prepoznale.", izjavio je Veseli Oršolić. Tako je raspad grupe Had bio neminovan. 
Davor i Rajko opredijelili su se za druge karijere, a Veseli je odlučio nastaviti glazbenu, koja i danas traje, te se ispostavila vrlo uspješnom. Kasnije je osnovao jazz i fusion sastav "Supersession Grupa" prvi od nekoliko njegovih post-Hadovskih sastava, koji je također bio malo ispred vremena u Yugoslaviji. Jedan od posljednjih značajnijih koncerata grupe Had bio je prvi "BOOM Festival", održan u Ljubljani.  

## Singlovi
Izdali samo 2 singla, s po dvije pjesme
- Nebeski dar (1972., Suzy)
  - A strana - Nebeski dar
  - B strana - Put u ništa

- Sunčani dan (1973., CBS)
  - A strana - Sunčani dan
  - B strana - Žene voli (Život moli)